# Primavera
För andra betydelser, se Primavera (olika betydelser).
La Primavera (Våren) är ett av den italienska renässansmålaren Sandro Botticellis mästerverk. Det utfördes med temperamålning på trä. Målningen mäter 203 cm i höjd och 314 cm i bredd.

## Datering
En inventarieförteckning från 1499, som man inte påträffade förrän 1975, tar upp egendom tillhörande Lorenzo di Pierfrancesco och hans bror Giovanni och gör det möjligt att bestämma att La Primavera på 1400-talet hängde ovanför en ”matta” (lettuccio) i ett förrum till Lorenzo di Pierfrancescos bostad i Florens. Senare fördes den till familjen Medici i Castello, där den omnämns av Vasari 1551, som säger att den representerar en "Venus, dekorerad av gracerna med blommor, som tillkännager vårens ankomst". 
Tavlor med ett så stort format var inte ovanliga i de mäktigaste familjernas residens. La Primavera är utan tvekan rikt illustrerad med en klassisk ikonografi och form, och visar de klassiska gudarna nästan nakna och i naturlig storlek och med en komplex filosofisk symbolism som fordrar en djup kännedom om litteratur och renässansens synkretism (religionsblandning) för att tolka den.

## Ikonografi
Det är ett verk fyllt av humanistisk kultur och nyplatonism från Lorenzo de' Medicis hov. Den har en berättande ton som ligger utanför den verkliga tiden. Den har en berättande mytologisk miljö i vilken man firar en hednisk rit. Den bryter mot den kristna religiösa målningen genom att visa en hednisk rit om våren.
Åsikterna om verket är inte samstämmiga när det gäller den exakta allegorin. Man debatterar över dess betydelse och därefter om titeln. Om man å ena sidan kommer fram till en samsyn över någon av de nio personer som visas, så har det uppstått diskussioner genom åren, speciellt under 1900-talets senare hälft, över mer specifika litteraturreferenser och vilken betydelse som verket gömmer.

## Analys av verket
Den italienske konsthistorikern Giulio Carlo Argan visar hur tavlan står i kontrast till hela utvecklingen av 1400-talets konstnärstänkande tack vare perspektivet. Det identifierar konsten som en rationell tolkning av verkligheten, och kulminerar med "Piero della Francescas grandiosa teoretiska konstruktion".
Botticelli väljer här ett monumentalt format, med figurer i naturlig storlek och han målar dem med stor noggrannhet i detaljerna. Det kan man se i olika gulddetaljer, som har återgivits minutiöst, som i fallet med Mercurius svärdshandtag eller de tre gracernas guldlänkar och broscher.
Intressanta studier har företagits om storleksförhållandet mellan scenens olika delar i jämförelse med musikens regler.

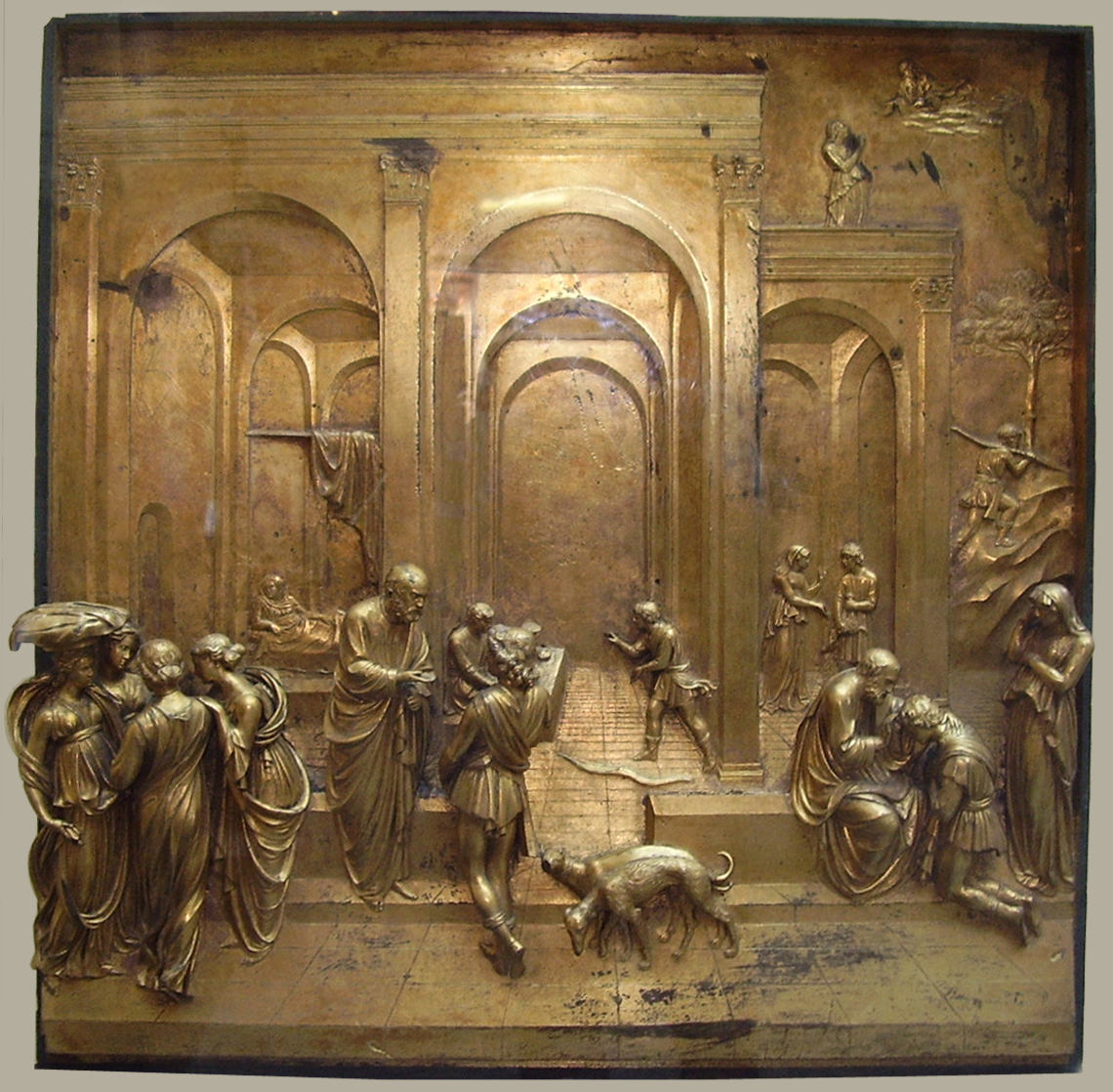
Lorenzo Ghiberti – Jakob och Esau, Paradisporten.

Medan några av figurerna är inspirerade av antikens skulpturer, är de inte direkta kopior utan anpassade till Botticellis eget formspråk: upphöjda figurer, smala, lätt förlängda, mycket idealiserade, vars kroppar ibland verkar tillgjort utdragna och förebådar 1500-talets eleganta manierism. Botticelli har inspirerats av Paradisporten i Florens (Porta del Paradiso), utförd av Lorenzo Ghiberti till Battistero di San Giovanni, och då särskilt gruppen med tjänare till vänster i reliefen över Esau och Jakob.
Personerna framträder mot bakgrunden genom hudens ljushet och kläder i ljusa färger inklusive transparenta.